# José Nelto
José Nelto Lagares das Mercês, conhecido como José Nelto (Tiros, 19 de setembro de 1960), é um advogado e político brasileiro filiado ao União Brasil (UNIÃO). Já assumiu os cargos de vereador em Goiânia e deputado estadual por Goiás. Foi eleito deputado federal por Goiás, com 61.809 votos.